# 考德威爾縣 (北卡羅萊納州)
考德威爾縣（英語：Caldwell County）是美國北卡羅萊納州西北部的一個縣。面積1,228平方公里。根据美國2000年人口普查，共有人口77,415人。縣治勒諾 (Lenoir)。
成立於1841年1月。縣名紀念北卡羅萊納大學首任校長約瑟夫·考德威爾 (Joseph Caldwell)。